# سیارک ۲۵۷۱
سیارک ۲۵۷۱ (به انگلیسی: 2571 Geisei، نامگذاری:1981UC) دو هزار و پانصد و هفتاد و یکمین سیارک کشف شده‌است که در ۲۳ اکتبر ۱۹۸۱ کشف شد.
قدر مطلق سیارک برابر ۱۳٫۰۰ است.